# جورج دبليو. أكيرمان

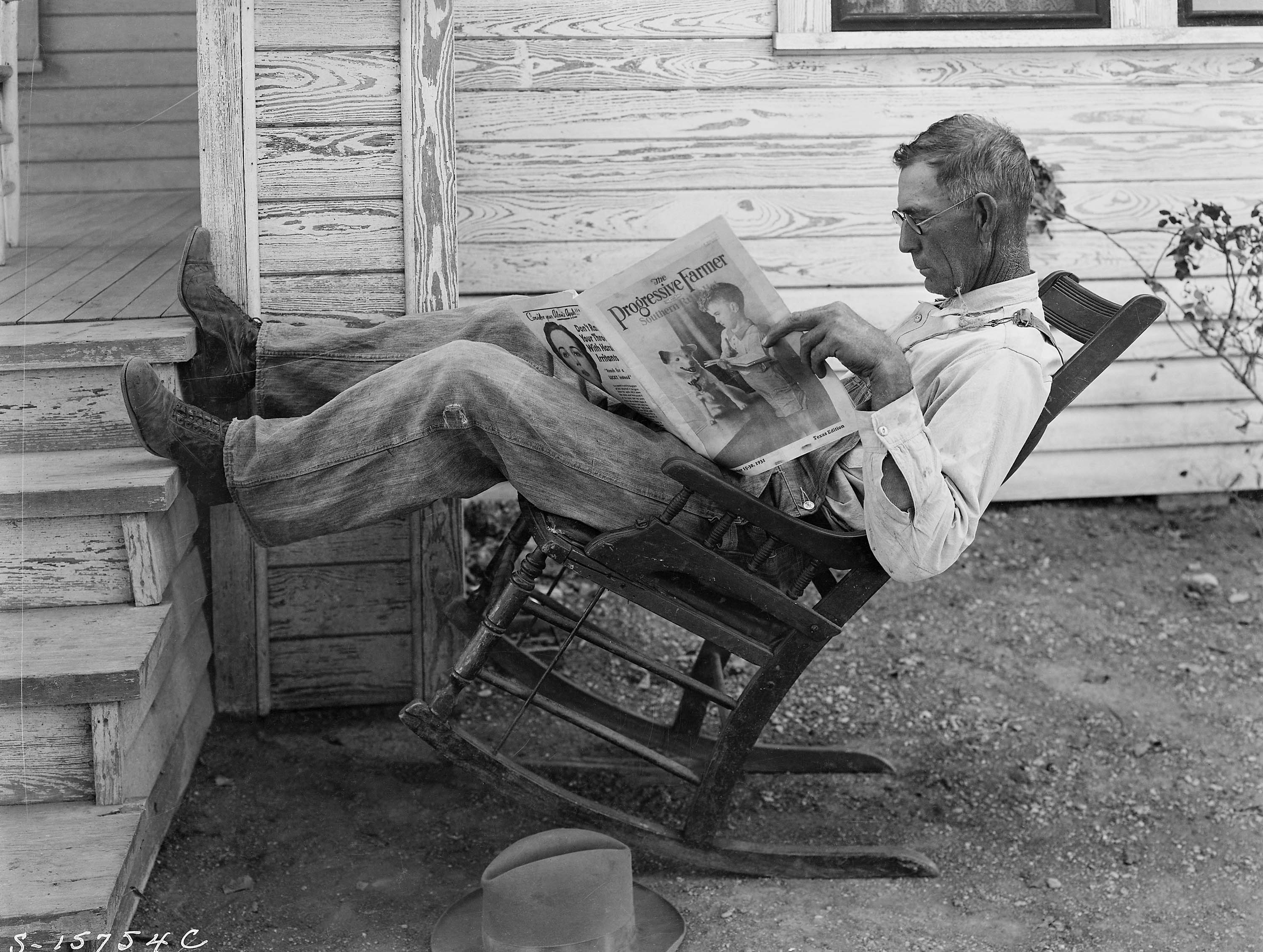
صورة ملتقطة بواسطة جورج دبليو. أكيرمان

جورج دبليو. أكيرمان (بالإنجليزية: George W. Ackerman) هو مصور أمريكي، ولد في 1884، وتوفي في 1962.